# Auf, auf zum Kampf

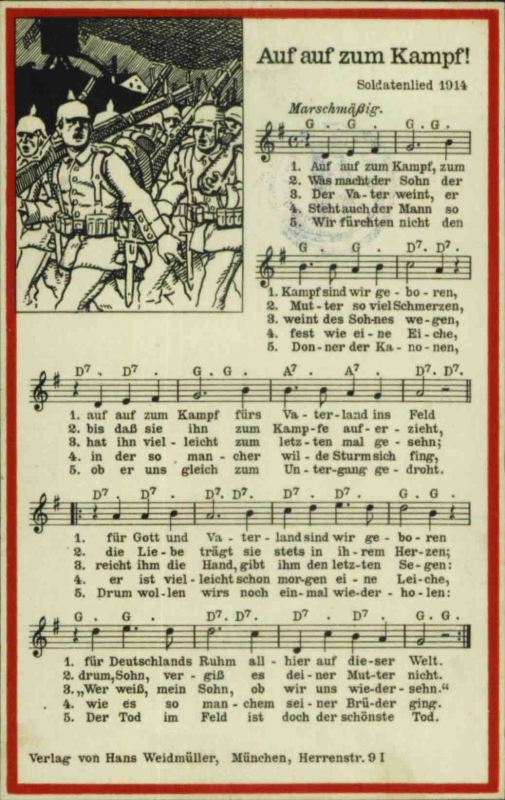
Variante von 1914

Auf, auf zum Kampf war ein im Ersten Weltkrieg populäres Soldatenlied. Es war eine Umdichtung des Liedes „Frisch auf, frisch auf zum Kampf“, welches ursprünglich den im Deutsch-Französischen Krieg 1870/71 erfolgreichen gewesenen Heerführer Albert von Sachsen ehrte mit dem Refrain „Frisch auf! Frisch auf, zum Kampf sind wir geboren, dem König Albert reichen wir die Hand.“ Es war also frühestens nach der Krönung Alberts Ende 1873 entstanden – Verfasser unbekannt. Es enthielt schon die drei rührseligen Strophen von der Mutter, dem „Mann wie eine Eiche“ und dem Mädchen. In verschiedenen späteren Versionen des Liedes kamen bisweilen weitere Strophen hinzu, und es entfiel die Ehrung König Alberts oder wurde durch eine Ehrung Kaiser Wilhelms ersetzt.
Der Text in seiner heutigen Form wurde vermutlich 1919 zum Kampflied der Arbeiterbewegung umgeschrieben. Um 1930 wurde es vom NSDAP-Mitglied Adolf Wagner für die SA umgedichtet.
In der heute bekanntesten Textfassung entstand das Lied vermutlich als Ausdruck der Empörung über den Mord an Rosa Luxemburg und Karl Liebknecht. Die beiden waren bedeutende Vertreter der europäischen Arbeiterbewegung, die am 15. Januar 1919 in Berlin von nationalistischen Freikorps-Soldaten ermordet wurden.
Schon 1907 gab es eine Fassung, der anlässlich der Reichstagswahl Verse für August Bebel unterlegt waren.
Die paramilitärische „grüne Polizei“, von der in der zweiten Strophe die Rede ist, wurde Mitte 1919 geschaffen und ergänzte die blau uniformierte Polizei des nach Holland geflohenen Kaisers. Sie unterstand dem Sozialdemokraten Gustav Noske, daher wird in manchen Versionen auch das Wort Noske-Polizei verwendet.

## Version aus dem Ersten Weltkrieg
1. Auf, auf zum Kampf, zum Kampf!

Zum Kampf sind wir geboren!

Auf, auf zum Kampf, zum Kampf,!

zum Kampf fürs Vaterland.!

|: Dem Kaiser Wilhelm haben wir's geschworen,!

   Dem Kaiser Wilhelm reichen wir die Hand. :|!

2. Was macht der Sohn, der Sohn!

der Mutter soviel Schmerzen,!

bis daß sie ihn, ja ihn,!

zum Kampfe auferzieht.!

|: Die Liebe trägt sie stets in ihrem Herzen;!

   drum, Sohn, vergiß es deiner Mutter nie! :|!

3. Der Vater weint, ja weint,!

um seines Sohnes Leben,!

dieweil er ihn, ja ihn!

zum letzten Mal gesehn,!

|: reicht ihm die Hand, gibt ihm den Abschiedssegen:!

   Wer weiß, mein Sohn, ob wir uns wiedersehn. :|!

4. Ein Mädel weint, ja weint!

schon viele lange Jahre!

um den Geliebten!

manche bittre Stund.!

|: Den sie geliebt, er schlummert längst im Grabe,!

   dieweil er ward vom Feinde schwer verwundt. :|!

5. Es steht ein Mann, ein Mann,!

so fest wie eine Eiche!!

Er hat gewiß, gewiß,!

schon manchen Sturm erlebt!!

|: Vielleicht ist er schon morgen eine Leiche,!

   Wie es so manchem seiner Brüder ging. :|!

6. Wir fürchten nicht, ja nicht,!

den Donner der Kanonen,!

ob er uns gleich, ja gleich!

zum Untergange ruft.!

|: Drum wollen wir es nochmals wiederholen:!

   Der Tod im Felde ist der schönste Tod. :| !

## Version von 1919
1. Auf, auf zum Kampf, zum Kampf!

Zum Kampf sind wir geboren!

Auf, auf zum Kampf, zum Kampf!

Zum Kampf sind wir bereit!

|: Dem Karl Liebknecht, dem haben wir's geschworen,

   Der Rosa Luxemburg reichen wir die Hand. :|

2. Wir fürchten nicht, ja nicht,

Den Donner der Kanonen!

Wir fürchten nicht, ja nicht,

Die grüne Polizei!

|: Den Karl Liebknecht, den haben wir verloren,

   Die Rosa Luxemburg fiel durch Mörderhand. :|

3. Es steht ein Mann, ein Mann,

So fest wie eine Eiche!

Er hat gewiß, gewiß,

Schon manchen Sturm erlebt!

|: Vielleicht ist er schon morgen eine Leiche,

   Wie es so vielen Freiheitskämpfern geht. :|

4. Auf, auf zum Kampf, zum Kampf!

Zum Kampf sind wir geboren!

Auf, auf zum Kampf, zum Kampf!

Zum Kampf sind wir bereit!

|: Dem Karl Liebknecht, dem haben wir's geschworen,

   Der Rosa Luxemburg reichen wir die Hand. :|

## Version von Adolf Wagner um 1930 für die SA
1. Auf, auf zum Kampf, zum Kampf!!

Zum Kampf sind wir geboren!!

Auf, auf zum Kampf, zum Kampf,!

zum Kampf fürs Vaterland.!

|: Dem Adolf Hitler haben wir's geschworen,!

   Dem Adolf Hitler reichen wir die Hand. :|!

2. Es steht ein Mann, ein Mann,!

so fest wie eine Eiche!!

Er hat gewiß, gewiß,!

schon manchen Sturm erlebt!!

|: Vielleicht ist er schon morgen eine Leiche,!

   Wie es so vielen Hitlerleuten geht. :|!

3. Drum auf zum Kampf, zum Kampf,!

mit braunen Bataillonen!!

Das Dritte Reich, ja Reich,!

ist unser hohes Ziel.!

|: Des Weltkriegs Tote, diese zwei Millionen,!

   verpflichten uns, ja, uns zu Kampf und Sieg! :|!

## Referenzen
1. ↑  volksliederarchiv.de über Auf, auf zum Kampf"